# Heinsenia
Heinsenia là một chi thực vật có hoa trong họ Thiến thảo (Rubiaceae).

## Loài
Chi Heinsenia gồm các loài: